# Karima Mokhtar
Karima Mokhtar ( em árabe: كريمة مختار – nascida Attyat Mohamed El Badry; 16 de janeiro de 1934 – 12 de janeiro de 2017 ) foi uma atriz egípcia de teatro, televisão e cinema cuja carreira durou mais de cinquenta anos e foi considerada a "Mãe do Drama Egípcio".

## Vida
Karima nasceu em Asyut e formou-se como bacharel em artes dramáticas. Ela era casada com o ator e diretor Nour Eldemerdash, e eles eram pais do apresentador de televisão Moataz Eldemerdash . Ela começou sua carreira de atriz no programa de rádio Baba Sharou e continuou em outros programas de rádio, principalmente ao lado da estrela de cinema Salah Zulfikar na série de 1963 Seven Letters. Sua carreira no cinema e no palco durou mais de cinquenta anos. Ela foi rotulada como uma "figura materna" icônica no cinema egípcio, muitas vezes interpretando "a mãe" em filmes e programas de televisão, como em The Kids Have Grown Up e The Neto (El Hafeed).

## Prêmios
Em reconhecimento às suas contribuições, ela recebeu inúmeros prêmios e reconhecimentos. Em 2007, Karima foi eleita Melhor Atriz de Televisão no Cairo Media Festival no Cairo, Egito. O 89º aniversário de Karima Mokhtar foi comemorado por um Google Doodle em 16 de janeiro de 2023.